# Ayuntamiento de Quintanar de la Orden
El Ayuntamiento de Quintanar de la Orden es la institución municipal que gobierna el municipio de Quintanar de la Orden, en la provincia de Toledo, comunidad autónoma de Castilla-La Mancha, España.

## Sede
La sede de la institución se encuentra en la casa consistorial, un edificio de estilo modernista ubicado en la Plaza de España. El inmueble fue construido a finales del siglo XIX. El edificio presenta una estructura simétrica de dos plantas, con pilastras que enmarcan la zona central, un balcón principal sobre la puerta de entrada y ventanas rematadas con arcos rebajados y rejas.

## Alcaldes
| Periodo   | Nombre                                                                    | Partido | Partido |
| --------- | ------------------------------------------------------------------------- | ------- | ------- |
| 1979-1983 | Juan Rojo Vallejo                                                         |         | UCD     |
| 1983-1987 | José Nieto Nuño de la Rosa                                                |         | CP      |
| 1987-1991 | Joaquín Fernández Pérez                                                   |         | PP      |
| 1991-1995 | Manuel Goya Burgués                                                       |         | PSOE    |
| 1995-1999 | Carlos Alberto Madero Maqueda (18/12/1996) Manuel Goya Burgués            |         | PP PSOE |
| 1999-2003 | Carlos Alberto Madero Maqueda                                             |         | PP      |
| 2003-2007 | Francisco Javier Úbeda Nieto                                              |         | PSOE    |
| 2007-2011 | Francisco Javier Úbeda Nieto                                              |         | PSOE    |
| 2011-2015 | Carlos Alberto Madero Maqueda                                             |         | PP      |
| 2015-2019 | Juan Carlos Navalón López-Brea (20/12/2017) Carlos Alberto Madero Maqueda |         | PSOE PP |
| 2019-2023 | Juan Carlos Navalón López-Brea                                            |         | PSOE    |
| 2023-act. | Pablo Nieto Toldos                                                        |         | PP      |

## Concejales
Al consistorio de Quintanar de la Orden le corresponden un total de 17 concejales, ya que se encuentra dentro de la escala de 10.001 a 20.000 habitantes, según lo establecido en el artículo 179 de la Ley Orgánica 5/1985, de 19 de junio, del Régimen General Electoral. La distribución de los concejales tras las elecciones municipales de 2023 es la siguiente:
- Partido Popular (PP): 7 concejales
- Partido Socialista Obrero Español (PSOE): 7 concejales
- VOX: 3 concejales

## Deuda
| Gráfica de evolución de la deuda viva del ayuntamiento en miles de euros entre 2008 y 2024 |
|                                                                                            |
| Deuda viva del ayuntamiento en miles de euros según datos de Datosmacro.com.               |

En 2024, la deuda por habitante en Quintanar de la Orden ascendió a 245 €. La deuda total del municipio en ese año fue de 2,739 millones de euros. A lo largo de los últimos años, la deuda per cápita ha mostrado variaciones, destacando un aumento significativo en años anteriores, como en 2008, cuando alcanzó los 588 € por habitante.